# Nehemías 7

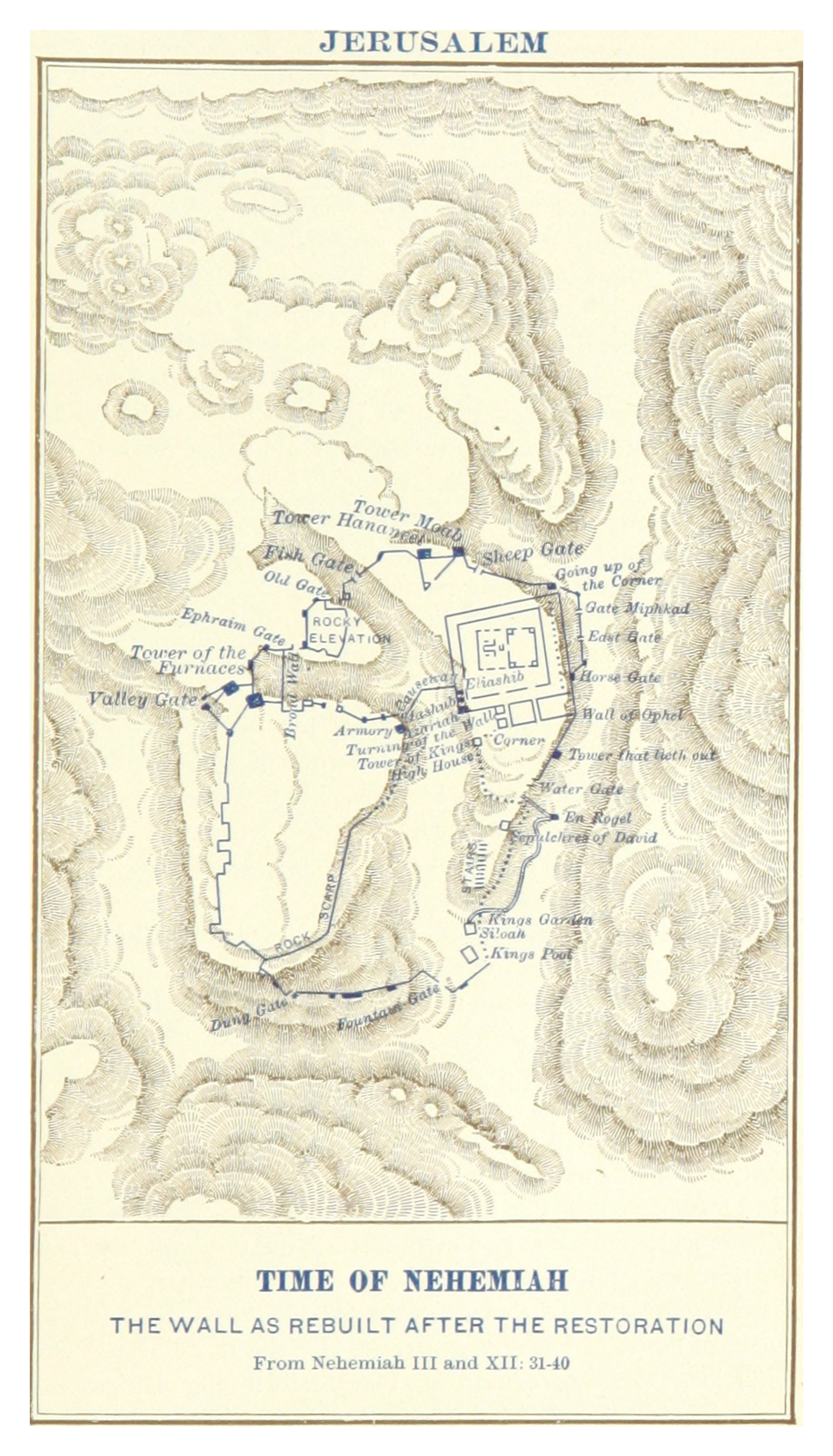
Mapa de Jerusalén en tiempos de Nehemías. Página 133 de La Tierra Santa en la Geografía y en la Historia. 1899. Biblioteca Británica HMNTS 010077.f.24.

Nehemías 7 es el séptimo capítulo del Libro de Nehemías del Antiguo Testamento de la Biblia cristiana, o el capítulo 11 del libro de Esdras-Nehemías en la Biblia hebrea, que trata el libro de Esdras y el libro de Nehemías como un solo libro. La tradición judía afirma que Esdras es el autor de Esdras-Nehemías, así como del Libros de las Crónicas, pero los eruditos modernos generalmente aceptan que un compilador del siglo V a. C. (el llamado «Cronista») es el autor final de estos libros. Este capítulo registra los nombramientos conjuntos de Hanani y Hananiah sobre Jerusalén y la segunda aparición de la lista de los Golah («exiliados»), es decir, la lista del primer grupo de judíos que regresó de Babilonia, que se documentó anteriormente en Esdras 2 con pocas variaciones.

## Texto
Este capítulo se divide en 73 Versículos. El texto original de este capítulo está en lengua hebrea.

### Testigos textuales
Algunos de los primeros manuscritos que contienen el texto de este capítulo en Hebreo son del Texto Masorético, entre los que se incluye el Codex Leningradensis (1008).
También existe una traducción al griego koiné conocida como Septuaginta, realizada en los últimos siglos a. C.. Los manuscritos antiguos existentes de la versión Septuaginta incluyen el Codex Vaticanus (B; {\displaystyle {\mathfrak {G}}}B; siglo IV), el Codex Sinaiticus (S; BHK: {\displaystyle {\mathfrak {G}}}S; siglo IV), y Codex Alexandrinus (A; {\displaystyle {\mathfrak {G}}}A; siglo V).
Un antiguo libro griego llamado 1 Esdras (en griego: Ἔσδρας Αʹ), que contiene algunas partes de 2 Crónicas, Esdras y Nehemías, se incluye en la mayoría de las ediciones de la Septuaginta y se coloca antes del libro único de Esdras-Nehemías (que se titula en griego: Ἔσδρας Βʹ). 1 Esdras 9:37-55 es equivalente a Nehemías 7:73-8:12 (La lectura de la Ley).

## Vigilancia (7:1-3)
La muralla que rodeaba Jerusalén no era la máxima seguridad, sino «una defensa necesaria y un símbolo distintivo dinámico» de los judíos entre las naciones circundantes, por lo que los habitantes tenían que participar en el sistema para proteger la ciudad.

### Versículos 1-2
1 Cuando se hubo terminado el muro y yo había colocado las puertas, y se habían nombrado a los porteros, a los cantores y a los levitas, 2 «Entonces di a mi hermano Hanani y a Hananías, gobernador de la fortaleza de Jerusalén, porque era éste más fiel y temeroso de Dios que muchos».
- «Castillo»: «ciudadela» (Nueva Versión Internacional) o «palacio» (Versión Reina-Valera).[14]

### Versículo 4
Ahora bien, la ciudad era grande y espaciosa, pero la gente que vivía en ella era poca, y las casas no se habían reconstruido.
La Versión Estándar Revisada dice ... no se habían construido casas, la Versión Revisada, las casas no se habían construido. H. E. Ryle desaconseja una interpretación literal de estas palabras, sugiriendo que el significado real era que había grandes espacios abiertos dentro de las murallas donde se podían construir más casas. Ref. Ryle, H. E., Cambridge Bible for Schools and Colleges sobre Nehemías 7], consultado el 7 de septiembre de 2020

## El censo (7:4–73)
Las medidas defensivas implementadas por Nehemías, Hanani y Hananiah eran solo a corto plazo, porque el objetivo más grande era restablecer Jerusalén como el centro de la cultura judía y la pureza religiosa, por lo que tenía que ser repoblada por algunas personas que entonces vivían fuera de la ciudad. Nehemías buscaba judíos con herencia verificable para enviar a algunos miembros de la familia a poblar Jerusalén, pero en lugar de hacer un censo, utilizó la lista original de los que habían sido los primeros en regresar, que especificaba los orígenes de los clanes. Esta lista es casi una réplica exacta de la que aparece en Esdras 2, con ligeras variaciones probablemente debidas a la transcripción y transmisión a lo largo del tiempo.

### Versículo 7
Quien vino con Zorobabel, Jesúa, Nehemías, Azarías, Raamías, Nahamani, Mardoqueo, Bilsán, Misperet, Bigvai, Nehum, Baaná. El número, digo, de los hombres del pueblo de Israel fue este;
«Zorobabel»: es el líder del grupo y de la línea davídica (véase 1 Crónicas 3:19). Se le asocia con la esperanza mesiánica en el Libro de Zacarías, aunque nada de esto se menciona en Nehemías. Su cargo no se menciona en este libro, pero se le identifica como el «gobernador de Judá» en Hageo 1:1, Hageo 1:14, y Hageo 2:2.
El oficio de Josué sumo sacerdote (o «Josué») no se menciona en este libro, pero se le identifica como el «Sumo Sacerdote de Israel» en Hageo 1:1, Hageo 1:12, Hageo 1:14; Haggai 2:2; Zechariah 3:1. Algunos nombres se escriben de forma diferente en el Libro de Esdras (Esdras 2:2):
| Esdras 2:2 | Nehemías 7:7 |
| ---------- | ------------ |
| Seraías    | Azarías      |
| Reelaías   | Raamías      |
| Mispar     | Misperet     |
| Rehum      | Nehum        |

La mayoría de las versiones de Esdras 2:2 no incluyen Nahamani, y por lo tanto sólo enumeran once repatriados. 
Véase también
- Jerusalén
- Nabucodonosor II
- Partes relacionadas de la Biblia: Esdras 2, Nehemías 1

## Lecturas complementarias
- Blenkinsopp, Joseph, "Ezra-Nehemiah: A Commentary" (Eerdmans, 1988)
- Blenkinsopp, Joseph, "Judaism, the first phase" (Eerdmans, 2009)
- Coggins, R.J., "The Books of Ezra and Nehemiah" (Cambridge University Press, 1976)
- Ecker, Ronald L., "Ezra and Nehemiah", Ecker's Biblical Web Pages, 2007.
- Grabbe, L.L., "Ezra-Nehemiah" (Routledge, 1998)
- Grabbe, L.L., "A history of the Jews and Judaism in the Second Temple Period, Volume 1" (T&T Clark, 2004)
- Throntveit, Mark A. (1992) "Ezra-Nehemiah". John Knox Press